# 紫の縁
紫の縁（むらさきのゆかり）とは、主に平安時代の公家が私生活で着用していた服の着装体験ができるイベントである。

## 概要
株式会社井筒企画が主催し、会場となる場所は旧嵯峨御所大覚寺門跡が多い。
「紫の縁」自体に専用ホームページはなく、同社が運営する「お祭り大好き!」というサイトの「井筒のお祭りレポート」というページのなかで、“お祭りのレポート記事”という形で紹介される（後述）。

## イベント内容

### 2007年

#### 紫の縁 〜源氏物語の世界〜
5月19日 - 27日
大覚寺
料金と衣裳
- 21日 - 25日までの平日は着装体験のみ。
  - 十二単・直衣…15,000円
  - 袿、物詣、白拍子、直垂、狩衣…10,000円
- 5月19(土)、20(日)、26(土)、27(日)は特別イベント。着装体験の上、特別な催しが行われる。
  - 衣裳はいずれも30,000円
  - 日替わりで「講義」「雅楽演奏」「写経」などが行われた。

7月7日 - 29日のうち、土日祝日のみ。
廬山寺
料金と衣裳
- 十二単のみ、50,000円。
- カツラとメイクが付き、予約制。

#### 紫の縁 〜夜の帳につつまれて感じる源氏物語の世界〜
12月8日(土) - 17日(月)
大覚寺
料金と衣裳
- 十二単・直衣・白拍子・袿・物詣・狩衣・大鎧…15,000円

補足
- 嵐山花灯路と同時期に行われたため、衣裳を着たまま大覚寺の外へ花灯路の見学に行くことが可能。
- 8日(土)・15日(土)は雅楽の演奏も行われた。衣裳を着なくても鑑賞できた。

### 2008年

#### 紫の縁 〜源氏物語の世界〜
4月26日(土)～5月18日(日)
京都文化博物館
料金と衣裳
- 十二単・直衣・白拍子・袿・物詣・狩衣・大鎧…5,000円

補足
- 4月29日(火・祝)、5月10日(土)、11日(日)は特別イベントが行われた。

| 日      | 内容               | 料金    |
| ------- | ------------------ | ------- |
| 4月29日 | 十二単着装実演体験 | 500円   |
| 5月10日 | 舞楽演奏・実演体験 | 500円   |
| 5月11日 | 匂い香教室体験     | 3,000円 |

#### 紫の縁 -千年の時空を超えて五感で伝える源氏物語悠久の世界- 〜京都嵯峨御所大覚寺門跡に伝わる平安王朝の雅〜
5月24日(土)～6月1日(日)
大覚寺
料金と衣裳
- 5月26日(月)、27日(火)、28日(水)、29日(木)、30日(金)
  - (衣裳詳細不明)15,000円
- 特別イベント日
  - 5月24日(土)、25日(日) 各日先着50名限定、予約制…50,000円
    - 午前の衣裳　十二単・細長・直衣・白拍子・袿・物詣・狩衣・直垂　より1着選択
    - 午後の衣裳　直衣・白拍子・袿・物詣・狩衣・直垂　より一着選択

補足
- 5月31日(土)、6月1日(日)の特別イベントは中止され、平日の料金で置き換えられた。Webページ参照

#### 紫の縁 -源氏物語の世界「雅楽が奏でる千年紀の悠雅」- 〜東儀 秀樹氏 雅楽の奏で〜
10月25日(土)
大覚寺
料金と衣裳
- 十二単・細長…38,000円
- 袿・白拍子・直衣・直垂・狩衣…33,000円

補足
- 東儀秀樹による雅楽の演奏が行われた。

### 2009年

#### 紫の縁　〜源氏物語の世界〜
5月16日(土)
大覚寺
料金と衣裳
- 十二単・細長・白拍子・袿・物詣・狩衣・直衣

| プラン                                                            | 料金                        |
| ----------------------------------------------------------------- | --------------------------- |
| Ａ：衣裳体験のみ(50名限定)                                        | 35,000円                    |
| Ｂ：衣裳体験 ＋ プロカメラマンによる撮影希望(＋15,000円)          | 50,000円                    |
| Ｃ：衣裳体験 ＋ カツラ・メイク希望(＋25,000円)                    | 60,000円                    |
| Ｄ：衣裳体験 ＋ 十二単着装実演モデル体験(限定１名様)(＋115,000円) | 150,000円(カツラ・メイク付) |

#### 紫の縁　〜〜平安時代の世界〜「静寂の闇夜に灯る千二百年の悠雅」〜
2009年11月28日(土)・29日(日)
大覚寺
料金と衣裳
- 十二単・細長・白拍子・袿・物詣・狩衣・直衣
  - 1着(種類)35,000円　2着(種類)45,000円
- オプション：カツラ・メイク希望の場合、プラス 15,000円
- プロカメラマンによる撮影希望の場合、プラス 25,000円

告知ページ

## 過去の開催
名前が違うものの、同社が行った同種のイベント。

### 研修道場/糺の森 〜京の家づと（みやこのいえづと）〜
2005年11月18日（金） - 12月11日（日）
下鴨神社
料金と衣裳
- 十二単、10,000円
- 十二単 + 他の衣裳、15,000円
- 狩衣・大鎧・直衣・袿・物詣・白拍子、5000円

告知ページ

### 時代衣裳体験 〜京の家づと（みやこのいえづと）〜
2006年3月18日（土） - 4月27日（木）
下鴨神社
料金と衣裳
- 十二単、10,000円
- 十二単 + 他の衣裳、15,000円
- 袿・物詣・白拍子・狩衣姿、大鎧姿・直垂、5,000円

告知ページ